# Plano (Texas)
Plano è una città situata tra le contee di Collin e Denton nel Texas, negli Stati Uniti. Aveva una popolazione di 259 841 abitanti al censimento del 2010. Fa parte della Dallas-Fort Worth Metroplex.

## Geografia fisica
Secondo lo United States Census Bureau, la città ha una superficie totale di 186,33 km², dei quali 185,39 km² di territorio e 0,94 km² di acque interne (0,5% del totale).

## Storia

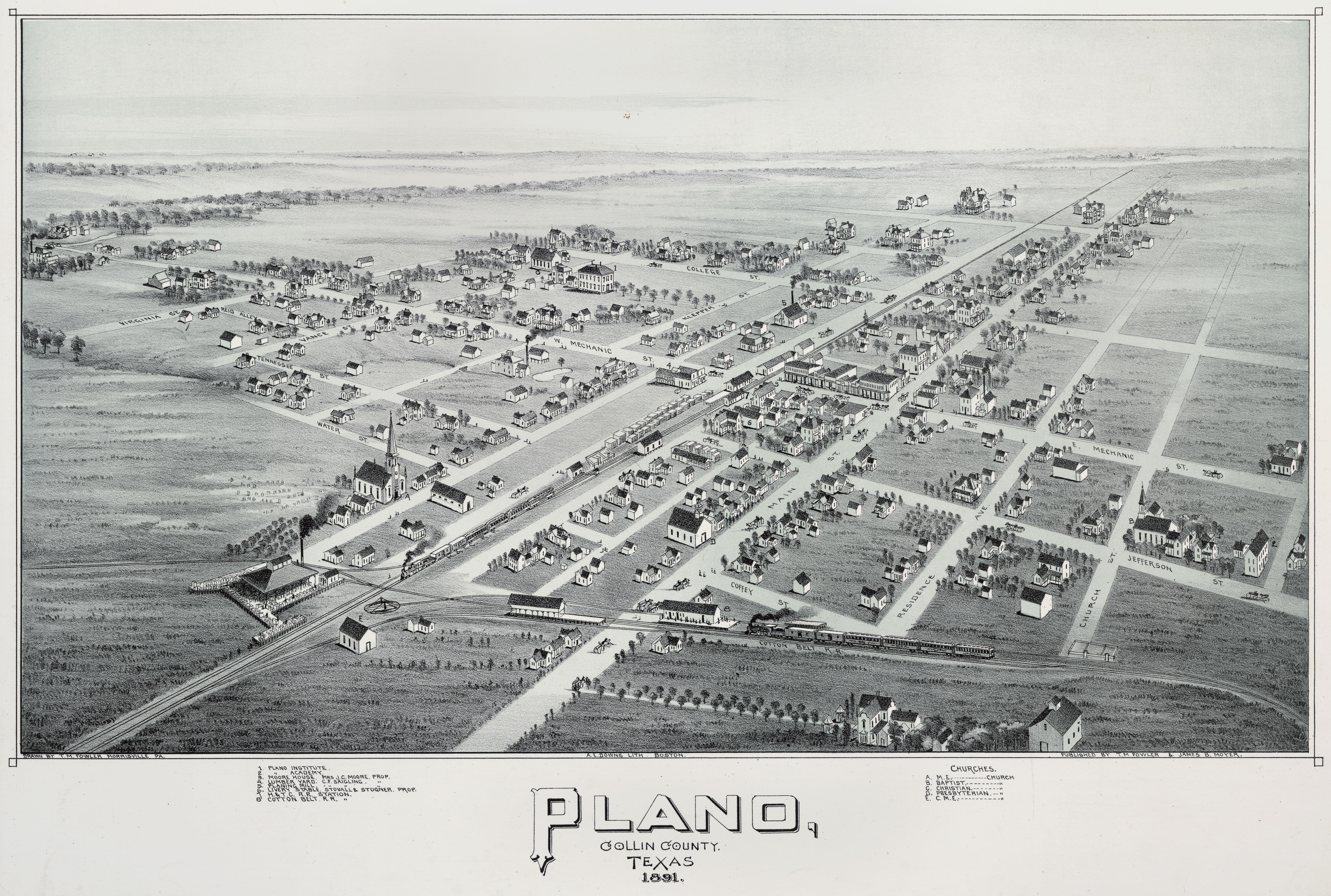
Litografia di Plano nel 1891

I coloni europei si stabilirono nelle vicinanze dell'odierna Plano nei primi anni del 1840. Grazie alla presenza di una segheria, un mulino per la macinazione dei cereali e un negozio, il numero dei coloni nell'area aumentò. Fu istituito un servizio postale, e dopo aver rifiutato diversi nomi per la città nascente (incluso il nome in onore dell'allora presidente Millard Fillmore), gli abitanti suggerirono il nome Plano (che significa "piatto" in spagnolo) in riferimento al terreno locale, lineare e privo di alberi. L'ufficio postale approvò il nome.
Nel 1872, il completamento della Houston and Texas Central Railway aiutò Plano a crescere, e fu incorporata nel 1873. Nel 1874, la popolazione era aumentata fino a superare i 500 abitanti. Nel 1881, un incendio nel quartiere degli affari distrusse la maggior parte degli edifici. Alla fine Plano fu ricostruita e gli affari ripresero negli anni 1880. Sempre nel 1881, la città assunse la responsabilità di quello che sarebbe poi diventato il Plano Independent School District (PISD), portando così alla chiusura delle scuole private.
All'inizio, la popolazione di Plano aumentò lentamente, raggiungendo 1 304 nel 1900 e 3 695 nel 1960. Nel 1970, Plano iniziò a sperimentare il boom come le vicine località durante la seconda guerra mondiale. Una serie di opere pubbliche e una modifica delle tasse che hanno allontanato la comunità agricola dal paese hanno contribuito ad aumentare la popolazione. Nel 1970, la popolazione raggiunse i 17 872 abitanti, e nel 1980 era esplosa a 72 000. Il miglioramento delle fognature, scuole e della lavorazione del pavimento stradale furono necessarie con l'aumento degli abitanti, in gran parte a causa della topografia piatta, della disposizione della griglia e delle iniziative di pianificazione di Plano.
Durante gli anni 1980, molte grandi aziende trasferirono la loro sede a Plano, tra queste J. C. Penney e Frito-Lay, stimolando un'ulteriore crescita. Nel 1990, la popolazione era di 128 713 abitanti, superando anche il capoluogo della contea, McKinney. Nel 1994, Plano è stata premiata come All-America City. Nel 2000, la popolazione era aumentata fino a 222 030 abitanti, rendendolo uno dei più grandi sobborghi di Dallas. Plano è circondata da altri comuni e quindi non può espandersi nell'area, e c'è poco terreno non edificato che rimane entro i confini della città. Ma a partire da luglio 2012, un ampio tratto di terra era in fase di sviluppo: Turnpike Commons all'incrocio tra Renner Road e la George Bush Turnpike (anch'essa delimitata da Shiloh Road a est). Lo sviluppo dovrebbe includere appartamenti, strutture mediche, ristoranti, una stazione di servizio Race Trac e un hotel.
Nel 2013, Plano ha ricevuto un punteggio massimo in un indice di vivibilità nazionale secondo un algoritmo creato da AreaVibes.com, una società con sede a Toronto specializzata in tali dati. AreaVibes ha classificato Plano in cima alla lista delle città statunitensi con una popolazione compresa tra 100 000 e 10 milioni di abitanti. Un altro grafico, "Best Places to Live in 2013", ha anche classificato Plano al primo posto.

## Società

### Evoluzione demografica
Secondo il censimento del 2010, la popolazione era di 259 841 abitanti.

### Etnie e minoranze straniere
Secondo il censimento del 2010, la composizione etnica della città era formata dal 66,91% di bianchi, il 7,58% di afroamericani, lo 0,44% di nativi americani, il 16,86% di asiatici, lo 0,06% di oceaniani, il 5,11% di altre etnie, e il 3,04% di due o più etnie. Ispanici o latinos di qualunque etnia erano il 14,69% della popolazione.

## Amministrazione

### Gemellaggi
- Ivanovo[8]
- Brampton, dal 2000
- Gumi[9]
- San Pedro Garza García, dal 1995[10]
- Hsinchu, dal 2003[11]
- Città di Port Adelaide Enfield[12]